# 姜国哲 (1990年)
姜国哲（朝鮮語: 강국철；英語: Kang Kuk-Chol；1990年7月1日—）朝鮮足球運動員。入選過朝鮮國家青年足球隊、朝鮮國家奧運足球隊和朝鮮國家足球隊。曾經效力於朝鮮足球聯賽球會鯉明水體育團，現在效力於平壤體育團。

## 簡歷
姜国哲在2010年首次入選朝鮮國家足球隊參加越南足協盃賽事，在對新加坡國家足球隊的比賽中首次上陣，2012年又代表朝鲜參加參加2012年亞足聯挑戰盃預選賽，協助朝鮮取得2012年亞足聯挑戰盃席位，後來參加2013年東亞盃資格賽（第二輪），但得失球差負給澳大利亞國家足球隊，不能成功獲得東亞盃第二輪資格賽冠軍而取得決賽席位。2015年，參與東亞盃賽事，協助朝鮮奪得季軍。2017年，再參與了2017年東亞足球錦標賽外圍賽第二圈，協助朝鮮奪得第二圈資格賽冠軍並取得決賽席位。
此前，2007年入選朝鮮國家青年足球隊參與2008年亞足聯U19青年錦標賽預選賽並成功晉級，後來在2008年亞足聯U19青年錦標賽半準決賽對澳大利亞國家青年足球隊的賽事中負給對方，沒能晉級準決賽。
另外，他在2011年入選朝鲜国家奧運足球队參與2012年夏季奧林匹克運動會亞洲區足球預選賽，在預選賽前對中國国家奧運足球队的友誼賽賽事中上陣並協助取得勝利，而在對阿聯酋国家奧運足球队的第二輪預選賽第一回合賽事中以正選上陣，卻因主客場得失球負給對方沒能成功晉級第三輪預選賽，2013年再代表朝鮮参加2013年東亞運動會足球比賽，先後在對日本國家奧運足球隊、韓國國家奧運足球隊、香港奧運足球代表隊和中國國家奧運足球隊的賽事中以正選上陣，成功在最後一屆東亞運動會足球比賽中獲得金牌。

## 榮譽

### 國家隊
朝鮮
- 東亞足球錦標賽外圍賽第二圈冠軍：2016年；

朝鮮U-23
- 東亞運動會足球比賽金牌：2013年；

### 球會
平壤體育團
- 普天堡火炬獎運動會冠軍：2015年；

## 連接
- 姜国哲在 National-Football-Teams.com 上的出场纪录
- Kuk-Chol Kang - Player profile - transfermarkt.co.uk（页面存档备份，存于） （英文）